# Becker Point
Becker Point är en udde i Antarktis. Den ligger i Östantarktis. Nya Zeeland gör anspråk på området.
Terrängen inåt land är varierad. Trakten är obefolkad. Det finns inga samhällen i närheten. 
I omgivningarna runt Becker Point växer i huvudsak barrskog.